# Пауль Пройс
Пауль Пройс (нім. Paul Preuß; 19 серпня 1886, Ліцен, Штирія — 3 жовтня 1913, Гозаукамм, Австрія) — австрійський альпініст, який здійснив близько 1200 сходжень в Альпах, з яких близько 300 соло, а також проклав більше як 150 нових альпіністських маршрутів. Ідеолог й основоположник «чистого стилю» в альпінізмі, що означає сходження на вершини без допоміжного альпіністського спорядження, зокрема, без використання штучних точок опори або страховки.

## Біографія
Народився в невеликій австрійській комуні Альтаусзе 19 серпня 1886 року в сім'ї Едуарда Пройса та його дружини Кароліни Лаухгайм (нім. Caroline Lauchheim). Батьки були вчителями — батько викладав фортепіано, мати працювала репетитором. Сім'я жила у Відні, а на літо виїжджала до Альтаусзея, де Пауль часто вирушав на прогулянки місцевими горами разом із батьком — пристрасним ботаніком-любителем. У шестирічному віці Пройс, який не відрізнявся хорошим здоров'ям, захворів на вірусне захворювання, схоже на поліомієліт, через який опинився частково паралізований і прикутий до ліжка. Наполеглива гімнастика та прогулянки з батьком у гори змогли поставити його на ноги. Коли Паулю було десять років, його батько помер. Пройс продовжив свої прогулянки горами, іноді у супроводі сестер Софі та Міни або друзів, але частіше — наодинці. В одинадцятирічному віці він навіть зробив кілька простих сходжень, які започаткували його «альпіністську кар'єру», інтерес до якої, згодом, тільки посилювався. Батько прищепив Пройсу любов до ботаніки, і після закінчення школи він вступив на факультет біології Віденського університету, а після закінчення працював в Інституті ботаніки при Мюнхенському університеті. У 1911 році здобув докторський ступінь.
У період з 1908 до 1913 рік Пауль Пройс здійснив близько 1 200 сходжень, 300 з яких соло, а 150 за новими маршрутами. Пройс був всебічним альпіністом, він не обмежувався виключно скельними маршрутами, з не меншим успіхом він проходив як льодові, так і комбіновані маршрути. Під час навчання в Мюнхені він часто займався білдерингом на Пропілеях, тому раз у раз потрапляв у поле зору місцевої поліції. Як тренування сили рук і координації його улюбленою вправою було підтягування на перевернених догори дном склянках, встановлених нагорі платтяної шафи. Підтягування на одній руці також було частиною його звичайних тренувань. Крім видатних досягнень в альпінізмі, Пройс чудово грав у шахи, теніс, катався на ковзанах, володів англійською, французькою й італійською мовами. Пройс загинув 3 жовтня 1913 року в 27-річному віці внаслідок зриву під час сходження на вершину Мандлькогель (нім. Mandlkogel) північним гребенем у гірському масиві Гозаукамм.

## Альпіністська кар'єра

### Перші сходження

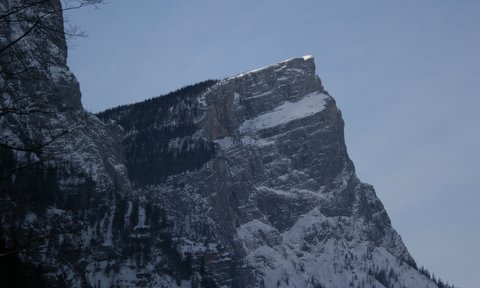
Планшпітце

Своє перше серйозне сходження Пройс здійснив влітку 1908 року північною стіною Планшпітце за маршрутом Едуарда Піхля (Pichl-Route) — соло. Справжня ж популярність прийшла до нього влітку 1911 року після сходження Західною стіною Тотенкирхль. Цей маршрут тоді вважався одним із найскладніших в Альпах. Його перше проходження зайняло сім годин. Пройс пройшов його соло за дві з половиною години. Після цього він здійснив приголомшливе соло першопроходження східної стіни Guglia di Brenta. Протягом кількох наступних місяців Пройс здійснив друге проходження маршруту Анджело Дібона на Кроц-делль-Альтіссімо та сходження Північним гребенем на Гроссер-Едштайн, при цьому не користуючись гаками, які залишили перші підкорювачі.
На початку XX століття скельні гаки й інші технічні новинки в арсеналі альпіністів лише починали активно використовуватися для сходжень у горах. Спочатку вони використовувалися для кріплення страхувальних мотузок під час спусків або при проходженні траверсів, але потім все частіше стали використовуватися і при підйомах. Пройс вважав їх використання шахрайством. Він думав, що проходити маршрут варто лише з допомогою своїх здібностей, а не з допомогою технологічних досягнень.
|               | При сходженні зі штучними точками опори ви перетворюєте гори на механічні іграшки, які рано чи пізно зламаються, і їх залишиться лише викинути. |
| — Пауль Пройс | |

### Етика чистого стилю
У вересні 1911 року в авторитетному журналі «Deutsche Alpenzeitung» Пауль Пройс опублікував статтю «Використання штучних точок страховки на альпіністських маршрутах» (англ. Artificial Aids on Alpine Routes). Це есе викликало бурхливу реакцію та започаткувало тривалу полеміку між багатьма відомими альпіністами, як-от Тіта П'яцем, Францом Ніберлем (нім. Franz Nieberl), Гансом Дюльфером й іншими. У пізнішій статті Пройс сформулював свої шість знаменитих принципів «чистого альпійського стилю»:
1. Рівень підготовки альпініста має бути вищим, ніж складність маршруту;
2. Мінімальний рівень складності маршруту на підйом визначається ступенем складності спуску, який під силу альпіністу;
3. Використання штучних точок опори або страховки виправдано лише у випадку, що безпосередньо загрожує небезпекою;
4. Скельні гаки — це аварійний запас, а не засіб досягнення мети;
5. Мотузка — це засіб порятунку, але не засіб для сходження;
6. Безпека — це вищий принцип. Але слідувати йому потрібно не за допомогою використання штучних точок опори чи страховки, а правильною оцінкою своїх можливостей[9][10].

Багато хто з опонентів Пройса загалом на словах погоджувався з його думкою, але насправді все було інакше. Його точку зору засуджували як загрозу життю професійним провідникам, яка спокушає молодих альпіністів, готових принести себе в жертву високим ідеалам, як непослідовну, оскільки черевики та льодоруби, якими користувався Пройс, також розцінювалися як штучні точки опори. Пройс з іронією ставився до критики на свою адресу та не приймав висловлювання опонентів близько до серця. «Мої пальці пройшли маршрут і тільки-но лейкопластир на них був моєю точкою опори, і який жоден, навіть найсуворіший критик, не вважатиме винятком з моїх правил, тим більше, що я використав його липкою стороною всередину».
Пройс, на думку Райнгольда Месснера, не був одержимим, що фанатично слідував своїм принципам. Компроміс прийнятний практично як найкращий спосіб досягнення мети, але тільки у філософії. Як приклад він наводить випадок, коли Пройс використовував старі гаки під час другого сходження на Ріццикамін (нім. Rizzikamin) і навіть особисто забив два гаки під час проходження нового маршруту на Триссельванд разом із Гретою Лев (нім. Grete Loew) та Гансом Гюдлем (нім. Hans Hüdl), коли зіткнувся зі складною ділянкою маршруту.

### Наступні роки та пам'ять

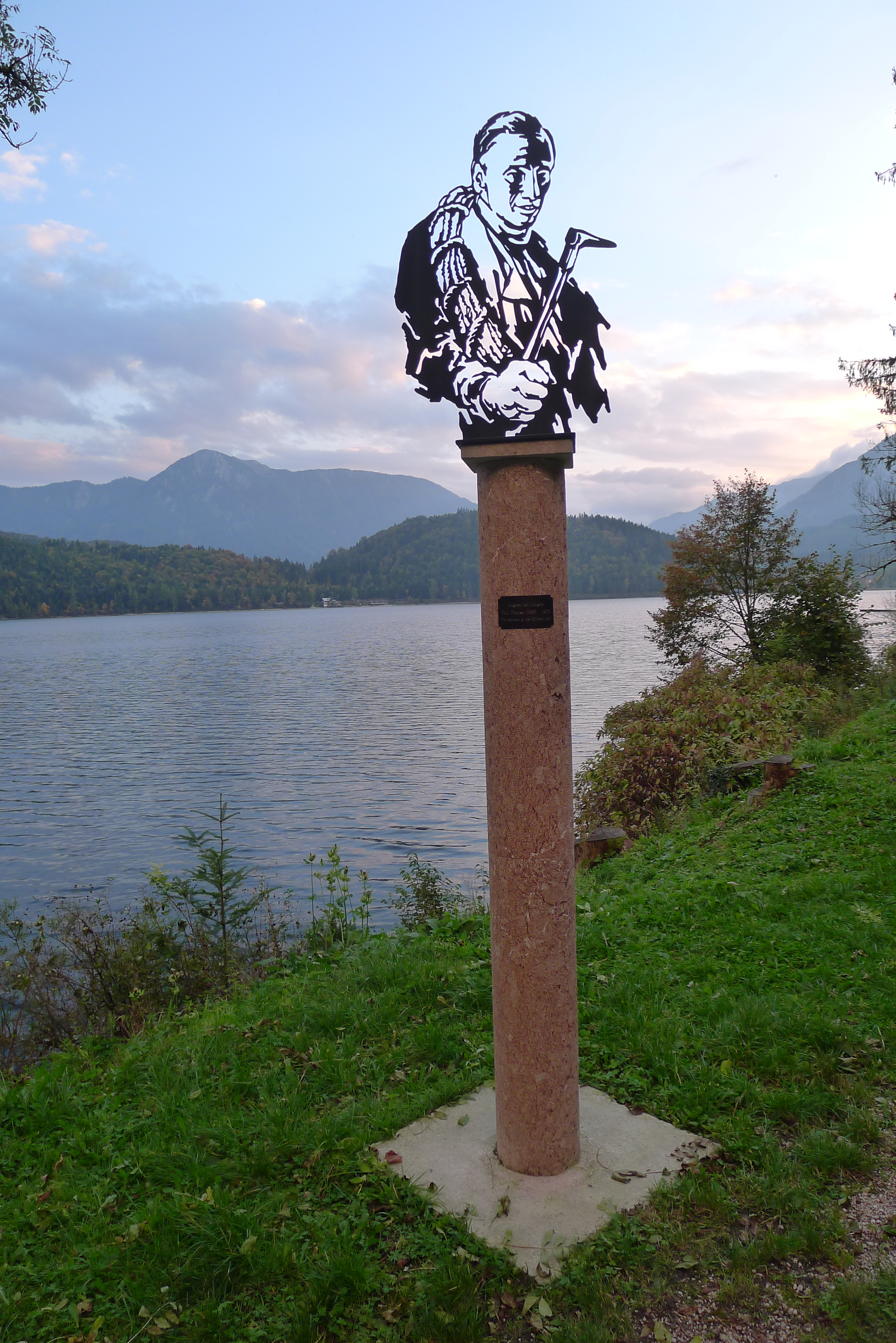
Пам'ятник Паулю Пройсу в Альтаусзе

На початку 1910 років Пройс став найзатребуванішим лектором з альпінізму в німецькомовному світі, прочитавши понад п'ятдесят лекцій. Він був неймовірно дотепним та захопленим викладачем.
У 1912 році Пройс разом з Оскаром Еккенштейном опановував мистецтво проходження льодових маршрутів у Західних Альпах. Того ж року він став свідком загибелі британського альпініста Овена Джонса, його нареченої та гірського провідника Юліуса Траффера під час сходження на Aiguille Noire de Peuterey. Це сталося через скальний гак, що вирвався, при зриві провідника, який зірвав услід за собою молодят. Цей випадок лише додав Пройс впевненості в обраному ним способі досягнення мети. Він вважав, що на соло сходженні під загрозою лише власне життя альпініста, а не чиєсь ще. Під час соло сходження він і помер. 3 жовтня 1913 року під час проходження нового маршруту північним гребенем на вершину Мандлькогель масиву Гозаукамм Пауль Пройс розбився через падіння з висоти понад 400 метрів після зриву. Як з'ясувалося через десять років, він зірвався, ймовірно, через втрату рівноваги на порівняно безпечній ділянці гребеня при спробі зловити складаний ніж, що вислизнув з руки. Його тіло було виявлено через півтора тижня та поховано біля підніжжя гори.
На початку 1920 років антисемітизм, що охопив багато країн Європи, не оминув і німецький й австрійський альпійські клуби, і Пауль Пройс — єврей за національністю — як і його видатні досягнення виявилися на довгі роки забуті. Особливо досягнув успіху в цьому Едуард Піхль — у 1920 роках голова Австрійського альпійського клубу. Навіть у 1995 році у випущеній ювілейній збірці баварського альпклубу «100 Jahre Sektion Bayerland» ім'я Пройса згадувалося лише побіжно.
Ім'ям Пауля Пройса названо вершину Торре-Пройс (також відома як Чіма-Пікколісіма; італ. Cima Piccolissima) в масиві Тре Чіме ді Лаваредо, камін Пройса на Південно-Східній стіні Громаншпітце, хатина в Альпах і вулиця в Мюнхені.
|                     | Жоден інший альпініст не означав для нас більше, ніж Пауль Пройс. |
| — Райнгольд Месснер |                                                                   |

|               | Завжди сподівайтеся на те, що очікуєте, але не чекайте на те, на що сподіваєтеся. Вірте тільки в те, в чому переконуєтесь, але розлучайтеся з переконаннями, як тільки ви повірили в них. |
| — Пауль Пройс | |

## Короткий список нових маршрутів і найпомітніших сходжень

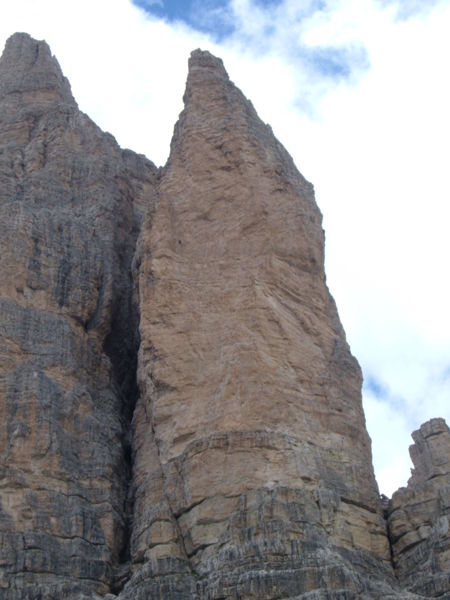
Торре-Пройс

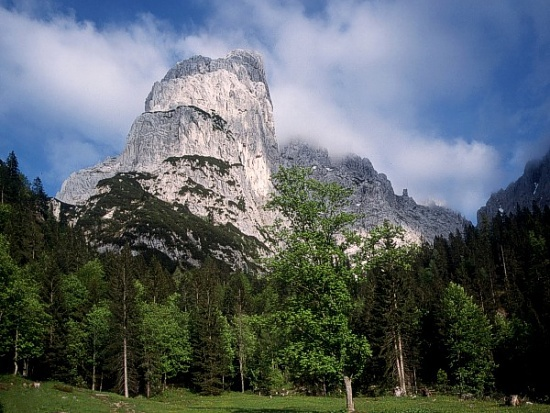
Тотенкірхль

Усі перелічені маршрути Пауля Пройса мають складність 5.7–5.8 за шкалою UIAA.
- Грос-Зегорн[en] — соло проходження
- Грос-Літцнер[de] — Північна стіна (новий маршрут)
- Кроццон-ді-Брента[en] —Північно-східна стіна (новий маршрут)
- Кроц-делль-Альтіссімо[it] — Південна стіна (друге проходження)
- Громаншпітце[en] — Південно-Східна стіна (друге проходження)
- Innerkoflerturm[de] — Південна стіна (друге проходження)
- масив Лангкофель[en] — траверс чотирьох вершин масиву за один день, проходження соло
- Торре-Делаго[de] — Південна вежа (новий маршрут)
- Hauptgipfel — Головна вершина
- Триссельванд[de] — новий маршрут
- Гросер-Едштайн[de] — Північний гребінь (друге проходження)
- Гохваннер — Північний гребінь (новий маршрут)
- L'Innominata — Південно-східний гребінь (новий маршрут)
- Aiguille Savoie — Південно-східний гребінь (новий маршрут)
- Pointe des Papillons, Hauptgipfel — новий маршрут, проходження соло
- Aiguille Rouge de Triolet — Південний гребінь (новий маршрут)
- Strichkogel — Східна стіна (новий маршрут)
- Däumling — новий маршрут
- Gosauer Mandl — новий маршрут